# 艾力克斯·撒克遜
艾力克斯·撒克遜（英語：Alex Saxon，1987年9月10日—），美國男演員。知名演出作品如電視劇《如此一家人》（2013年至2018年）、《尋找卡特》（2014年至2015年），以及電影《詭影幢幢》（2013年）。2019年起在電視劇《神探南西》中擔任主要演員。

## 早年
艾力克斯·撒克遜1987年9月10日生於密蘇里州堪薩斯城郊區利伯蒂。

## 職業生涯
撒克遜2013年起在Freeform電視劇《如此一家人》中擔任常駐演員。之後在MTV電視劇《尋找卡特》第一季中飾演配角麥斯（Max）。他最初只在《尋找卡特》的試播集中演出，但節目開發者泰莉·敏斯基對他的初登場印象深刻，所以讓撒克遜成為常駐演員。敏斯基後來通知撒克遜，麥斯一角將在第一季結束時陣亡。但一個月後，因敏斯基和電視台高層發現撒克遜詮釋的麥斯很討喜，導致該決定已被推翻，撒克遜得以在第二季成為主要演員。
2019年3月，撒克遜在CW電視網懸疑電視劇《神探南西》中飾演艾斯（Ace）。

## 作品列表

### 電影
| 年份 | 標題                   | 角色                | 附註 |
| ---- | ---------------------- | ------------------- | ---- |
| 2012 | 《奧利維亞實驗》（The Olivia Experiment）   | 高手#2              |      |
| 2013 | 《为情所困的男人》（Chapman） | 年輕的保羅·霍特（Young Paul Holt） |      |
| 2013 | 《詭影幢幢》           | 布蘭登（Brandon）          |      |
| 2017 | 《扭轉錢坤》           | 傑森（Jason）            |      |

### 電視
| 年份      | 標題           | 角色              | 附註                                   |
| --------- | -------------- | ----------------- | -------------------------------------- |
| 2011      | 《囧女珍娜》   | 吸血鬼            | 單集：〈〉                             |
| 2013–2015 | 《黑手遮天》   | 克洛伊（Chloe）        | 2集                                    |
| 2013–2018 | 《如此一家人》 | 懷亞特（Wyatt）        | 常駐演員                               |
| 2014–2015 | 《尋找卡特》   | 麥斯（Max）          | 常駐演員（第一季）；主要演員（第二季） |
| 2015      | 《心計》       | 蓋布瑞·奧斯本（Gabriel Osbourne） | 2集                                    |
| 2016      | 《狙擊生死線》 | 喬伊·李察斯（Joey Richards）   | 單集：〈〉                             |
| 2019      | 《修正罪案》   | 蓋布瑞·強森（Gabriel Johnson）   | 主要演員                               |
| 2019–2023 | 《神探南西》   | 艾斯（Ace）          | 主要演員                               |
| 2023      | 《狂漠妙探》   | 伊森（Ethan）          | 3集                                    |

## 外部連結
- 艾力克斯·撒克遜在互联网电影资料库（IMDb）上的資料（英文）